# Анфилов, Виктор Александрович
Ви́ктор Алекса́ндрович Анфи́лов (10 июля 1919 — 13 февраля 2002) — доктор исторических наук (1973), профессор (1975), заслуженный деятель науки РСФСР (1990), полковник, участник Великой Отечественной войны.

## Биография
Родился 10 июля 1919 года в селе Ягубовка Бутурлинской волости Княгининского уезда Нижегородской губернии.
В армии с 1938 года. Учился в Военно-инженерной академии. В июне 1941 года проходил практику в Киевском особом военном округе.
Участник Великой Отечественной войны: с июня 1941 — начальник группы строительства оперативных аэродромов ВВС Юго-Западного фронта. Участвовал в оборонительных боях на Украине.
В декабре 1942 — мае 1945 — начальник минно-сапёрной службы 38-го района аэродромного базирования 5-й воздушной армии. Воевал на Закавказском, Северо-Кавказском, Степном и 2-м Украинском фронтах. Участвовал в Северо-Кавказской операции, Курской битве, Белгородско-Харьковской и Полтавско-Кременчугской операциях, битве за Днепр, Кировоградской, Корсунь-Шевченковской, Уманско-Ботошанской, Ясско-Кишинёвской, Белградской, Дебреценской, Будапештской, Венской, Братиславско-Брновской и Пражской операциях. После захвата аэродромов противника занимался их разминированием и подготовкой для размещения советских самолётов. Закончил войну в звании инженер-капитана.
После окончания войны вернулся на учёбу в Военно-инженерную академию, которую окончил в 1949 году. До осени 1951 года проходил службу в Группе советских войск в Германии на инженерных и штабных должностях.
В 1953 году окончил военно-исторический факультет Военной академии имени М. В. Фрунзе. До 1957 года служил преподавателем в Военно-инженерной академии. В 1955 году защитил кандидатскую диссертацию.
В 1957—1964 годах был старшим научным сотрудником исторического отдела Военно-научного управления Генерального штаба. В 1964—1970 — старший преподаватель кафедры истории войн Военной академии Генерального штаба. В сентябре 1970 года уволился из армии в звании полковника.
С октября 1970 года работал в Московском государственном институте международных отношений: заведующим вечерними подготовительными курсами (1970—1975), деканом факультета международной журналистики (1975—1983) и заведующим кафедрой истории СССР (1983—1990), преподавателем отечественной истории (1990—1997), консультантом при ректорате (с 1997 года).
Доктор исторических наук (1973), профессор (1975). Автор нескольких книг о начальном периоде войны (лето — зима 1941 года). Член Союза журналистов СССР с 1972 года.
Жил в Москве. Умер 13 февраля 2002 года.

## Награды и звания
- орден Отечественной войны I степени (01.06.1945)
- 2 ордена Отечественной войны II степени (05.10.1944; 11.03.1985)
- орден Дружбы народов (10.07.1979)[2]
- 2 ордена Красной Звезды (21.08.1943; 1953)
- медали
- Заслуженный деятель науки РСФСР (04.05.1990)[3]

## Научные труды
- Анфилов В. А. Начало Великой Отечественной войны — М.: Воениздат, 1962. 224 стр. Тираж: 50000 экз.
- Анфилов В. А. Бессмертный подвиг. Серия: Вторая мировая война в исследованиях, воспоминаниях, документах — М.: Наука, 1971. 543 с. Тираж: 25000 экз
- Анфилов В. А. Провал «Блицкрига» — М.: Наука, 1974. 616 с. Тираж: 50000 экз.
- Анфилов В. А. Незабываемый сорок первый. — М.: Советская Россия, 1982. — 368 с.
- Анфилов В. А. Крушение похода Гитлера на Москву. 1941 — М.: Наука, 1989. 352 с. ISBN 5-02-008498-0 , Тираж: 30000 экз.
- Анфилов В. А. Грозное лето 41-го года. — М.: Изд. центр «Анкил-воин», 1995. — 191 с. — (Библиотека российского офицера). — ISBN 5-86476-061-7
- Анфилов В. А. Дорога к трагедии сорок первого года / В. А. Анфилов. — М.: Акопов, 1997. — 304 с. — ISBN 5-900563-06-5.
- Анфилов В. А. Загадка 1941 года. О войне под разными ракурсами. Серия: Военные тайны XX века. М.: Вече, 2005. 512 с. ISBN 5-9533-0287-8 Тираж: 5000 экз.